# Kurnędz
Kurnędz [pronunciación en polaco: /ˈkurnɛnt͡s/] es un pueblo ubicado en el distrito administrativo de Gmina Sulejów, dentro del Distrito de Piotrków, Voivodato de Łódź, en Polonia central. Se encuentra aproximadamente a 3 kilómetros al sur de Sulejów, a 16 kilómetros al sureste de Piotrków Trybunalski, y a 58 kilómetros al sureste de la capital regional Łódź.